# Xã Strandahl, Quận Williams, Bắc Dakota
Xã Strandahl (tiếng Anh: Strandahl Township) là một xã thuộc quận Williams, tiểu bang Bắc Dakota, Hoa Kỳ. Năm 2010, dân số của xã này là 20 người.